# U-23-Fußball-Asienmeisterschaft 2022
Die fünfte U-23-Fußball-Asienmeisterschaft (offiziell: 2022 AFC U-23 Asian Cup) wurde vom 1. bis zum 19. Juni 2022 in Usbekistan ausgetragen. Ursprünglich war China als Vorbereitung auf die Asienmeisterschaft 2023 zum Gastgeber bestimmt worden. Es traten 16 Mannschaften zunächst in der Gruppenphase in vier Gruppen und danach im K.-o.-System gegeneinander an. Titelverteidiger war Südkorea.
Saudi-Arabien gewann das Turnier durch einen 2:0-Sieg im Finale gegen Usbekistan. Im Spiel um den dritten Platz konnte sich Japan mit 3:0 gegen Australien durchsetzen. Torschützenkönig wurde der Südkoreaner Cho Young-wook, der drei Tore erzielte. Zum besten Spieler des Turniers wurde der Saudi-Araber Ayman Yahya ernannt.

## Teilnehmer

### Qualifikation
Von den 47 Mitgliedsverbänden der AFC meldeten sich 42 zur Teilnahme an. Die Auslosung der Gruppen fand am 9. Juli 2021 in Taschkent statt. Die Mannschaften wurden dabei nach ihrer geographischen Lage in die Westregion, bestehend aus West-, Zentral- und Südasien, und die Ostregion, bestehend aus Südost- und Ostasien, verteilt. Die Westregion setzte sich aus fünf Gruppen mit jeweils vier und einer Gruppe mit drei Mannschaften und die Ostregion aus vier Gruppen mit jeweils vier und einer Gruppe mit drei Mannschaften zusammen.
Die Spiele wurden vom 23. bis zum 31. Oktober 2021 als Miniturniere ausgetragen, bei denen je einer der Teilnehmer als Gastgeber einer Gruppe fungierte. Jede Mannschaft spielte einmal gegen jede andere ihrer Gruppe. Die elf Gruppensieger und die vier besten Zweitplatzierten qualifizierten sich für die Endrunde. Der Gastgeber aus Usbekistan nahm ebenfalls an der Qualifikation teil, war aber automatisch für die Endrunde gesetzt.
Sieben Mannschaften qualifizierten sich zum fünften und fünf Mannschaften zum vierten Mal für die Endrunde. Für Kuwait ist es die erste Teilnahme nach 2014 und für Malaysia die erste nach 2018. Erstmals für die Endrunde qualifizieren konnten sich Tadschikistan und Turkmenistan. Auf der anderen Seite überstanden mit Bahrain und Syrien zwei Teilnehmer von 2020 die Qualifikation nicht, während sich China sowie Nordkorea von dieser zurückgezogen hatten.

### Auslosung
Die Gruppenauslosung fand am 17. Februar 2022 in der usbekischen Hauptstadt Taschkent statt. Die Mannschaften wurden entsprechend ihren Platzierungen bei der letzten Austragung im Januar 2020 auf vier Lostöpfe verteilt und in vier Gruppen mit jeweils vier Mannschaften gelost. Gastgeber Usbekistan war bereits als Gruppenkopf der Gruppe A gesetzt.
- Lostopf 1: Usbekistan, Südkorea, Saudi-Arabien, Australien
- Lostopf 2: Jordanien, Thailand, Ver. Arab. Emirate, Iran
- Lostopf 3: Irak, Katar, Vietnam, Japan
- Lostopf 4: Tadschikistan, Malaysia, Kuwait, Turkmenistan

Die Auslosung ergab folgende Gruppeneinteilung:
| Gruppe A     | Gruppe B   | Gruppe C | Gruppe D           |
| ------------ | ---------- | -------- | ------------------ |
| Usbekistan   | Australien | Südkorea | Saudi-Arabien      |
| Iran         | Jordanien  | Thailand | Ver. Arab. Emirate |
| Katar        | Irak       | Vietnam  | Japan              |
| Turkmenistan | Kuwait     | Malaysia | Tadschikistan      |

## Spielorte
Drei Tage vor der Gruppenauslosung im Februar 2022 wurden von der AFC die zwei Städte Qarshi und Taschkent als Spielorte genannt. Die vier Stadien wurden bei der Bekanntmachung des Spielplans benannt. Im Bunyodkor Stadium findet das Endspiel statt.
Drei der vier Stadien verfügten über eine Kapazität zwischen 15.000 und 35.000 Zuschauern. Das größte Stadion war das Pakhtakor Stadium mit einer Kapazität von 35.000 Zuschauern, das kleinste Stadion hingegen, das Lokomotiv Stadium, bot nur Platz für 6.500 Zuschauer.
| Qarshi                            | Taschkent                           | Taschkent                          | Taschkent                           |
| --------------------------------- | ----------------------------------- | ---------------------------------- | ----------------------------------- |
| Central Stadium Kapazität: 15.500 | Bunyodkor Stadium Kapazität: 34.000 | Lokomotiv Stadium Kapazität: 6.500 | Pakhtakor Stadium Kapazität: 35.000 |
| Central Stadium                   | Bunyodkor Stadium                   |                                    | Pakhtakor Stadium                   |

## Gruppenphase
Die Gruppensieger und -zweiten qualifizierten sich für das Viertelfinale, die Dritt- und Viertplatzierten schieden aus dem Wettbewerb aus. Bei Punktgleichheit zweier oder mehrerer Mannschaften wurde die Platzierung durch folgende Kriterien ermittelt:
1. Anzahl Punkte im direkten Vergleich
2. Tordifferenz im direkten Vergleich
3. Anzahl Tore im direkten Vergleich
4. Wenn nach der Anwendung der Kriterien 1 bis 3 immer noch mehrere Mannschaften denselben Tabellenplatz belegen, werden die Kriterien 1 bis 3 erneut angewendet, jedoch ausschließlich auf die Direktbegegnungen der betreffenden Mannschaften. Sollte auch dies zu keiner definitiven Platzierung führen, werden die Kriterien 5 bis 9 angewendet.
5. Tordifferenz aus allen Gruppenspielen
6. Anzahl Tore in allen Gruppenspielen
7. Wenn es nur um zwei Mannschaften geht und diese beiden auf dem Platz stehen, kommt es zwischen diesen zu einem Elfmeterschießen.
8. Niedrigere Anzahl Punkte durch Gelbe und Rote Karten (Gelbe Karte 1 Punkt, Gelb-Rote und Rote Karte 3 Punkte, Gelbe Karte auf die eine direkte Rote Karte folgt 4 Punkte)
9. Losziehung

### Gruppe A
| Pl. | Land         | Sp. | S | U | N | Tore    | Diff. | Punkte |
| --- | ------------ | --- | - | - | - | ------- | ----- | ------ |
| 1.  | Usbekistan   | 3   | 2 | 1 | 0 | 008:100 | +7    | 07     |
| 2.  | Turkmenistan | 3   | 1 | 1 | 1 | 004:400 | ±0    | 04     |
| 3.  | Iran         | 3   | 0 | 2 | 1 | 003:400 | −1    | 02     |
| 4.  | Katar        | 3   | 0 | 2 | 1 | 003:900 | −6    | 02     |

| 1. Juni 2022, 18:00 Uhr (15:00 Uhr MESZ) in Taschkent (Bunyodkor) |   |              |           |
| Iran                                                              | – | Katar        | 1:1 (0:0) |
| 1. Juni 2022, 20:30 Uhr (17:30 Uhr MESZ) in Taschkent (Pakhtakor) |   |              |           |
| Usbekistan                                                        | – | Turkmenistan | 1:0 (0:0) |
| 4. Juni 2022, 18:00 Uhr (15:00 Uhr MESZ) in Taschkent (Bunyodkor) |   |              |           |
| Turkmenistan                                                      | – | Iran         | 2:1 (1:1) |
| 4. Juni 2022, 20:00 Uhr (17:00 Uhr MESZ) in Taschkent (Pakhtakor) |   |              |           |
| Katar                                                             | – | Usbekistan   | 0:6 (0:3) |
| 7. Juni 2022, 22:00 Uhr (19:00 Uhr MESZ) in Qarshi                |   |              |           |
| Usbekistan                                                        | – | Iran         | 1:1 (1:0) |
| 7. Juni 2022, 22:00 Uhr (19:00 Uhr MESZ) in Taschkent (Bunyodkor) |   |              |           |
| Katar                                                             | – | Turkmenistan | 2:2 (0:0) |

### Gruppe B
| Pl. | Land       | Sp. | S | U | N | Tore    | Diff. | Punkte |
| --- | ---------- | --- | - | - | - | ------- | ----- | ------ |
| 1.  | Australien | 3   | 2 | 1 | 0 | 004:100 | +3    | 07     |
| 2.  | Irak       | 3   | 1 | 2 | 0 | 005:300 | +2    | 05     |
| 3.  | Jordanien  | 3   | 1 | 1 | 1 | 002:200 | ±0    | 04     |
| 4.  | Kuwait     | 3   | 0 | 0 | 3 | 001:600 | −5    | 0      |

| 1. Juni 2022, 18:00 Uhr (15:00 Uhr MESZ) in Qarshi               |   |            |           |
| Australien                                                       | – | Kuwait     | 2:0 (1:0) |
| 1. Juni 2022, 22:00 Uhr (19:00 Uhr MEZ) in Qarshi                |   |            |           |
| Jordanien                                                        | – | Irak       | 1:1 (0:0) |
| 4. Juni 2022, 18:00 Uhr (15:00 Uhr MEZ) in Qarshi                |   |            |           |
| Irak                                                             | – | Australien | 1:1 (0:1) |
| 4. Juni 2022, 22:00 Uhr (19:00 Uhr MEZ) in Qarshi                |   |            |           |
| Kuwait                                                           | – | Jordanien  | 0:1 (0:0) |
| 7. Juni 2022, 18:00 Uhr (15:00 Uhr MEZ) in Taschkent (Lokomotiv) |   |            |           |
| Australien                                                       | – | Jordanien  | 1:0 (0:0) |
| 7. Juni 2022, 18:00 Uhr (15:00 Uhr MEZ) in Qarshi                |   |            |           |
| Irak                                                             | – | Kuwait     | 3:1 (1:1) |

### Gruppe C
| Pl. | Land     | Sp. | S | U | N | Tore    | Diff. | Punkte |
| --- | -------- | --- | - | - | - | ------- | ----- | ------ |
| 1.  | Südkorea | 3   | 2 | 1 | 0 | 006:200 | +4    | 07     |
| 2.  | Vietnam  | 3   | 1 | 2 | 0 | 005:300 | +2    | 05     |
| 3.  | Thailand | 3   | 1 | 1 | 1 | 005:300 | +2    | 04     |
| 4.  | Malaysia | 3   | 0 | 0 | 3 | 001:900 | −8    | 0      |

| 2. Juni 2022, 18:00 Uhr (15:00 Uhr MESZ) in Taschkent (Lokomotiv) |   |          |           |
| Südkorea                                                          | – | Malaysia | 4:1 (1:0) |
| 2. Juni 2022, 20:00 Uhr (17:00 Uhr MEZ) in Taschkent (Bunyodkor)  |   |          |           |
| Thailand                                                          | – | Vietnam  | 2:2 (1:1) |
| 5. Juni 2022, 18:00 Uhr (15:00 Uhr MEZ) in Taschkent (Lokomotiv)  |   |          |           |
| Vietnam                                                           | – | Südkorea | 1:1 (0:0) |
| 5. Juni 2022, 20:00 Uhr (17:00 Uhr MEZ) in Taschkent (Bunyodkor)  |   |          |           |
| Malaysia                                                          | – | Thailand | 0:3 (0:1) |
| 8. Juni 2022, 18:00 Uhr (15:00 Uhr MEZ) in Taschkent (Pakhtakor)  |   |          |           |
| Südkorea                                                          | – | Thailand | 1:0 (1:0) |
| 8. Juni 2022, 18:00 Uhr (15:00 Uhr MEZ) in Taschkent (Lokomotiv)  |   |          |           |
| Vietnam                                                           | – | Malaysia | 2:0 (2:0) |

### Gruppe D
| Pl. | Land               | Sp. | S | U | N | Tore    | Diff. | Punkte |
| --- | ------------------ | --- | - | - | - | ------- | ----- | ------ |
| 1.  | Saudi-Arabien      | 3   | 2 | 1 | 0 | 007:000 | +7    | 07     |
| 2.  | Japan              | 3   | 2 | 1 | 0 | 005:100 | +4    | 07     |
| 3.  | Ver. Arab. Emirate | 3   | 1 | 0 | 2 | 003:400 | −1    | 03     |
| 4.  | Tadschikistan      | 3   | 0 | 0 | 3 | 000:100 | −10   | 0      |

| 3. Juni 2022, 18:00 Uhr (15:00 Uhr MESZ) in Taschkent (Pakhtakor) |   |                    |           |
| Ver. Arab. Emirate                                                | – | Japan              | 1:2 (0:0) |
| 3. Juni 2022, 20:00 Uhr (17:00 Uhr MEZ) in Taschkent (Lokomotiv)  |   |                    |           |
| Saudi-Arabien                                                     | – | Tadschikistan      | 5:0 (1:0) |
| 6. Juni 2022, 18:00 Uhr (15:00 Uhr MEZ) in Taschkent (Pakhtakor)  |   |                    |           |
| Japan                                                             | – | Saudi-Arabien      | 0:0       |
| 6. Juni 2022, 20:00 Uhr (17:00 Uhr MEZ) in Taschkent (Lokomotiv)  |   |                    |           |
| Tadschikistan                                                     | – | Ver. Arab. Emirate | 0:2 (0:1) |
| 9. Juni 2022, 18:00 Uhr (15:00 Uhr MEZ) in Taschkent (Lokomotiv)  |   |                    |           |
| Saudi-Arabien                                                     | – | Ver. Arab. Emirate | 2:0 (0:0) |
| 9. Juni 2022, 18:00 Uhr (15:00 Uhr MEZ) in Taschkent (Bunyodkor)  |   |                    |           |
| Japan                                                             | – | Tadschikistan      | 3:0 (1:0) |

## Finalrunde

### Spielplan
|  | Viertelfinale | Viertelfinale |            |               | Halbfinale       | Halbfinale |  |  | Finale | Finale |
|  |               |               |            |               |                  |            |  |  |        |        |
|  |               |               |            |               |                  |            |  |  |        |        |
|  | Usbekistan    | 02 (3)2       |            |               |                  |            |  |  |        |        |
|  | Usbekistan    | 02 (3)2       |            |               |                  |            |  |  |        |        |
|  | Irak          | 2 (2)         |            |               |                  |            |  |  |        |        |
|  | Irak          | 2 (2)         | Usbekistan | 2             |                  |            |  |  |        |        |
|  |               |               | Usbekistan | 2             |                  |            |  |  |        |        |
|  |               | Japan         | 0          |               |                  |            |  |  |        |        |
|  | Südkorea      | Japan         | 0          | 0             |                  |            |  |  |        |        |
|  | Südkorea      |               |            | 0             |                  |            |  |  |        |        |
|  | Japan         | 3             |            |               |                  |            |  |  |        |        |
|  |               |               | Usbekistan | 0             |                  |            |  |  |        |        |
|  |               |               |            | Saudi-Arabien | 2                |            |  |  |        |        |
|  | Australien    | 1             |            |               |                  |            |  |  |        |        |
|  | Turkmenistan  | 0             |            |               |                  |            |  |  |        |        |
|  | Turkmenistan  | 0             | Australien | 0             |                  |            |  |  |        |        |
|  |               |               | Australien | 0             | Spiel um Platz 3 |            |  |  |        |        |
|  |               | Saudi-Arabien | 2          |               |                  |            |  |  |        |        |
|  | Saudi-Arabien | Saudi-Arabien | 2          | 2             | Japan            | 3          |  |  |        |        |
|  | Saudi-Arabien |               |            | 2             | Japan            | 3          |  |  |        |        |
|  | Vietnam       | 0             |            | Australien    | 0                |            |  |  |        |        |
|  | Vietnam       | 0             |            |               | 0                |            |  |  |        |        |
|  |               |               |            |               |                  |            |  |  |        |        |

1 Sieg nach Verlängerung

2 Sieg im Elfmeterschießen

### Viertelfinale
| 11. Juni 2022, 18:00 Uhr (15:00 Uhr MESZ) in Taschkent (Bunyodkor) |   |              |                                 |
| Australien                                                         | – | Turkmenistan | 1:0 (0:0)                       |
| 11. Juni 2022, 21:00 Uhr (18:00 Uhr MEZ) in Taschkent (Pakhtakor)  |   |              |                                 |
| Usbekistan                                                         | – | Irak         | 2:2 n. V. (2:2, 1:1); 3:2 i. E. |
| 12. Juni 2022, 18:00 Uhr (15:00 Uhr MEZ) in Taschkent (Pakhtakor)  |   |              |                                 |
| Südkorea                                                           | – | Japan        | 0:3 (0:1)                       |
| 12. Juni 2022, 21:00 Uhr (18:00 Uhr MEZ) in Taschkent (Lokomotiv)  |   |              |                                 |
| Saudi-Arabien                                                      | – | Vietnam      | 2:0 (1:0)                       |

### Halbfinale
| 15. Juni 2022, 18:00 Uhr (15:00 Uhr MESZ) in Taschkent (Pakhtakor) |   |               |           |
| Australien                                                         | – | Saudi-Arabien | 0:2 (0:1) |
| 15. Juni 2022, 21:00 Uhr (18:00 Uhr MEZ) in Taschkent (Bunyodkor)  |   |               |           |
| Usbekistan                                                         | – | Japan         | 2:0 (0:0) |

### Spiel um Platz 3
| 18. Juni 2022, 18:00 Uhr (15:00 Uhr MESZ) in Taschkent (Pakhtakor) |   |            |           |
| Japan                                                              | – | Australien | 3:0 (2:0) |

### Finale
| Usbekistan                                                                   | Usbekistan | Saudi-Arabien | Saudi-Arabien |
| ---------------------------------------------------------------------------- | --- | --- | ------------- |
| Usbekistan                                                                   | \| Finale \| \| 19. Juni 2022 um 18:00 Uhr (15:00 Uhr MESZ) in Taschkent (Bunyodkor Stadium) \| \| Ergebnis: 0:2 (0:0) \| \| Zuschauer: 32.268 \| \| Schiedsrichter: Salman Falahi ( Katar) \| \| Spielbericht \| | \| Finale \| \| 19. Juni 2022 um 18:00 Uhr (15:00 Uhr MESZ) in Taschkent (Bunyodkor Stadium) \| \| Ergebnis: 0:2 (0:0) \| \| Zuschauer: 32.268 \| \| Schiedsrichter: Salman Falahi ( Katar) \| \| Spielbericht \|                                                                       | Saudi-Arabien |
| Usbekistan                                                                   | Vladimir Nazarov – Saidazamat Mirsaidov (57. Odil Abdumajidov), Muhammadqodir Hamroliyev, Alibek Davronov, Dostonbek Tursunov – Jasurbek Jaloliddinov (90.+1' Abubakrrizo Turdialiyev), Abdurauf Boʻriyev, Diyor Xolmatov (78. Otabek Joʻraqoʻziyev) – Ulugʻbek Hoshimov (57. Ruslanbek Jiyanov), Husayin Norchayev, Hojimat Erkinov (77. Abbosbek Fayzullayev) Cheftrainer: Temur Kapadze | Nawaf al-Aqidi – Hamad al-Yami, Saud Abdulhamid, Hassan al-Tambakti , Moteb al-Harbi – Ibrahim Mahnashi, Hussain al-Eisa, Hamed al-Ghamdi (77. Awad al-Nashri), Ahmed al-Ghamdi (72. Turki al-Ammar) – Ayman Yahya (81. Ziyad al-Johani), Firas al-Buraikan Cheftrainer: Saad al-Shehri | Saudi-Arabien |
| Usbekistan                                                                   | 0:1 A. al-Ghamdi (48.) 0:2 al-Buraikan (74.) | | Saudi-Arabien |
| Usbekistan                                                                   | Mirsaidov (52.), Jaloliddinov (86.) | Yahya (45.+2'), al-Yami (67.), A. al-Ghamdi (72.), al-Johani (89.) | Saudi-Arabien |
| Finale                                                                       | | |               |
| 19. Juni 2022 um 18:00 Uhr (15:00 Uhr MESZ) in Taschkent (Bunyodkor Stadium) | | |               |
| Ergebnis: 0:2 (0:0)                                                          | | |               |
| Zuschauer: 32.268                                                            | | |               |
| Schiedsrichter: Salman Falahi ( Katar)                                       | | |               |
| Spielbericht                                                                 | | |               |

## Torschützenliste
Nachfolgend sind die besten Torschützen des Turnieres aufgeführt. Bei gleicher Anzahl an Toren sind die Spieler zunächst nach der Anzahl der Vorlagen und anschließend nach den Spielminuten sortiert.
| Rang | Nat           | Spieler               | Tore | Vorlagen | Spielminuten |
| ---- | ------------- | --------------------- | ---- | -------- | ------------ |
| 01   | Korea Sud     | Cho Young-wook        | 3    | 1        | 204          |
| 02   | Thailand      | Suphanat Mueanta      | 3    | 0        | 176          |
| 03   | Japan         | Yuito Suzuki          | 3    | 0        | 376          |
| 04   | Usbekistan    | Jasurbek Jaloliddinov | 3    | 0        | 403          |
| 05   | Saudi-Arabien | Ayman Yahya           | 3    | 0        | 458          |
| 06   | Saudi-Arabien | Firas al-Buraikan     | 2    | 2        | 263          |
| 07   | Usbekistan    | Ulugbek Khoshimov     | 2    | 1        | 286          |
| 08   | Saudi-Arabien | Moteb al-Harbi        | 2    | 1        | 478          |
| 09   | Turkmenistan  | Begençmyrat Myradow   | 2    | 0        | 182          |
| 10   | Jordanien     | Mohammad Aburiziq     | 2    | 0        | 204          |
| 11   | Japan         | Kein Sato             | 2    | 0        | 220          |
| 12   | Katar         | Osamah al-Tairi       | 2    | 0        | 270          |
| 13   | Japan         | Mao Hosoya            | 2    | 0        | 347          |
| 14   | Irak          | Wakaa Ramadhan        | 2    | 0        | 390          |
| 15   | Usbekistan    | Husayin Norchayev     | 2    | 0        | 468          |

Zu diesen besten Torschützen mit mindestens zwei Toren kommen 42 weitere mit je einem Tor sowie vier Eigentore.

## Schiedsrichter
- Jonathan Barreiro
- Shaun Evans
- Alexander King
- Fu Ming
- Ma Ning
- Ali Sabah
- Mohanad Qasim Sarray
- Yusuke Araki
- Jumpei Iida
- Yūdai Yamamoto
- Ahmad al-Ali
- Ammar Ashkanani
- Ali Shaban
- Ahmed al-Kaf
- Abdulla al-Marri
- Saoud Ali al-Adba
- Salman Falahi
- Mohammed al-Hoish
- Majed al-Shamrani
- Khalid al-Turais
- Muhammad Taqi
- Hettikamkanamge Perera
- Kim Hee-gon
- Kim Woo-sung
- Hanna Hattab
- Mongkolchai Pechsri
- Sivakorn Pu-udom
- Aziz Azimov
- Akhrol Riskullaev
- Rustam Lutfullin
- Ilgiz Tantashev
- Omar al-Ali
- Yahya al-Mulla
- Adel al-Naqbi